# Mont-ras (Bigues)
Mont-ras és un antic veïnat de masies disperses que formaven una unitat parroquial del poble de Bigues, en el terme municipal de Bigues i Riells del Fai, al Vallès Oriental.
És a l'extrem nord-est del terme, a sota i a sud del Puiggraciós i a l'extrem nord-oest del Serrat de l'Ametlla. L'església de Sant Bartomeu de Mont-ras era al límit oriental del veïnat. En l'actualitat (2010), el veïnat ha estat absorbit pel Serrat de l'Ametlla, una petita part del qual roman en terme de Bigues i Riells.
El lloc de Mont-ras apareix documentat des del 932, i l'església de Sant Bartomeu, des del 1156, a l'acta de consagració de Sant Pere de Bigues. A la Baixa edat mitjana apareix com a parròquia, una de les que integraven la baronia de Montbui, però el 1404 ja només tenia tres cases que en depenien, i passà a ser sufragània de Sant Pere de Bigues. Més tard, pel cap baix des del 1508, fins i tot desapareix com a sufragània, i passa a ser una simple capella que, a causa de la proximitat, s'integra en la parròquia de Sant Genís de l'Ametlla a causa del progressiu despoblament del lloc de Mont-ras